# L'Île aux muettes
L'Île aux muettes est un roman policier de Louise Bachellerie de 1985.

## Réception
Le roman a reçu le prix du roman d'aventures 1985.

## Adaptation télévisuelle
- 1989 : L'Île aux muettes, téléfilm de la série télévisée française Le Masque[2].